# U-Boot-Untergang im Roten Meer 2025

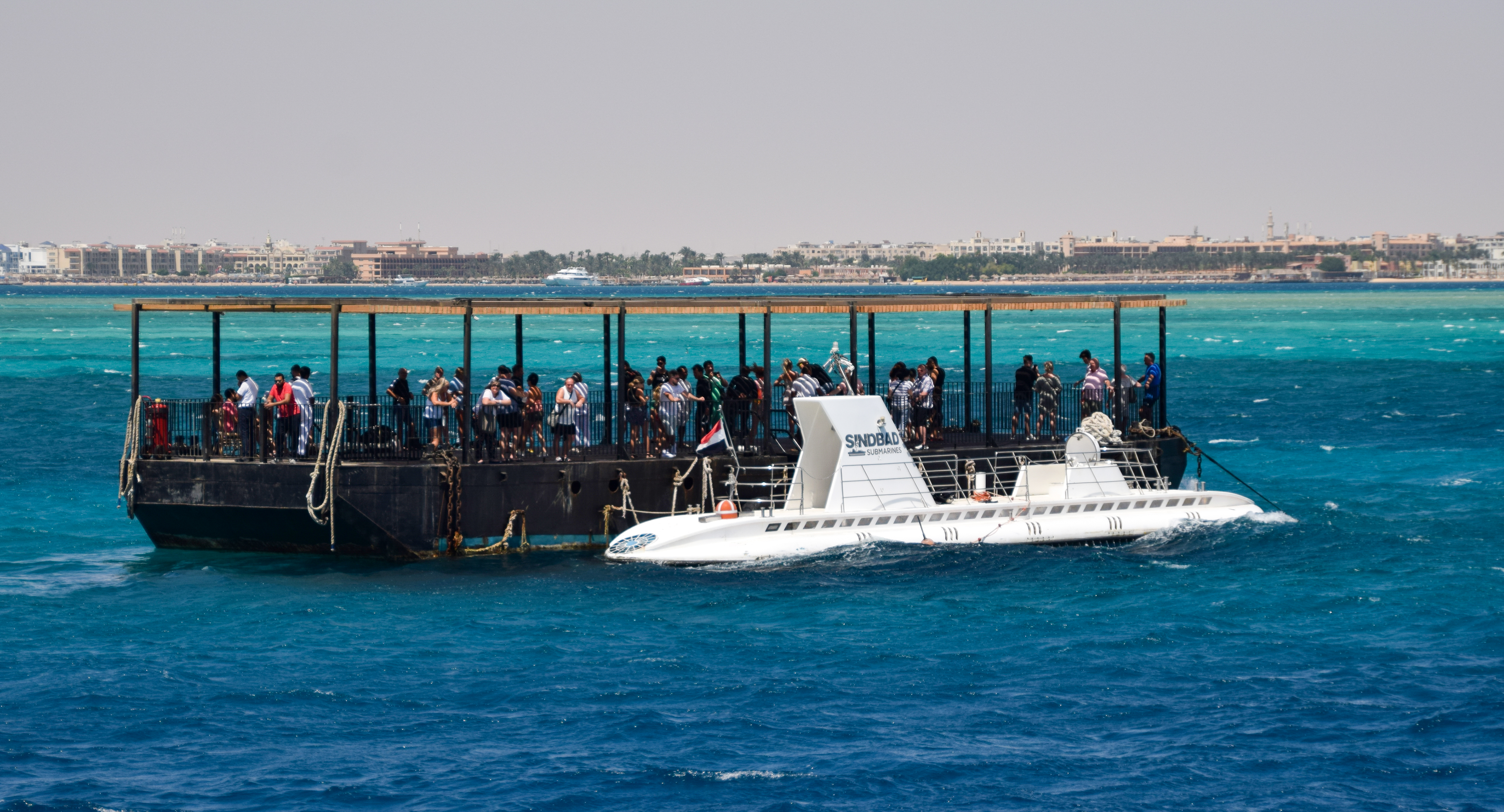
Das Touristen-U-Boot Sindbad neben der Zustiegsplattform, 2023

Am 27. März 2025 sank ein von Sindbad Submarines betriebenes Touristen-U-Boot vor der Küste von Hurghada, Ägypten, im Roten Meer. Bei dem Unglück kamen sechs Menschen ums Leben, 38 weitere wurden gerettet. Diese Unglück reihte sich in weitere Schiffsuntergänge ein, die sich binnen kurzer Zeit in Ägypten ereigneten. Die Sicherheitsstandards in der ägyptischen maritimen Tourismusindustrie werden spätestens seither als problematisch eingestuft.

## Unfall
Das Touristen-U-Boot, das 44 Passagiere aus Russland, Indien, Norwegen und Schweden an Bord hatte, sank etwa einem Kilometer vor der Küstenlinie von Hurghada. Die unmittelbare Ursache des Untergangs ist noch nicht bekannt. Ein Überlebender berichtete, dass Wasser durch zwei offene Luken in das U-Boot geströmt sei, als die Passagiere an Bord gingen, während andere unbestätigte Berichte darauf hindeuteten, dass das U-Boot auf ein Korallenriff in 25 Metern Tiefe auflief, was zu einem Druckverlust und zum Eindringen von Wasser geführt haben soll.

## Hintergrund

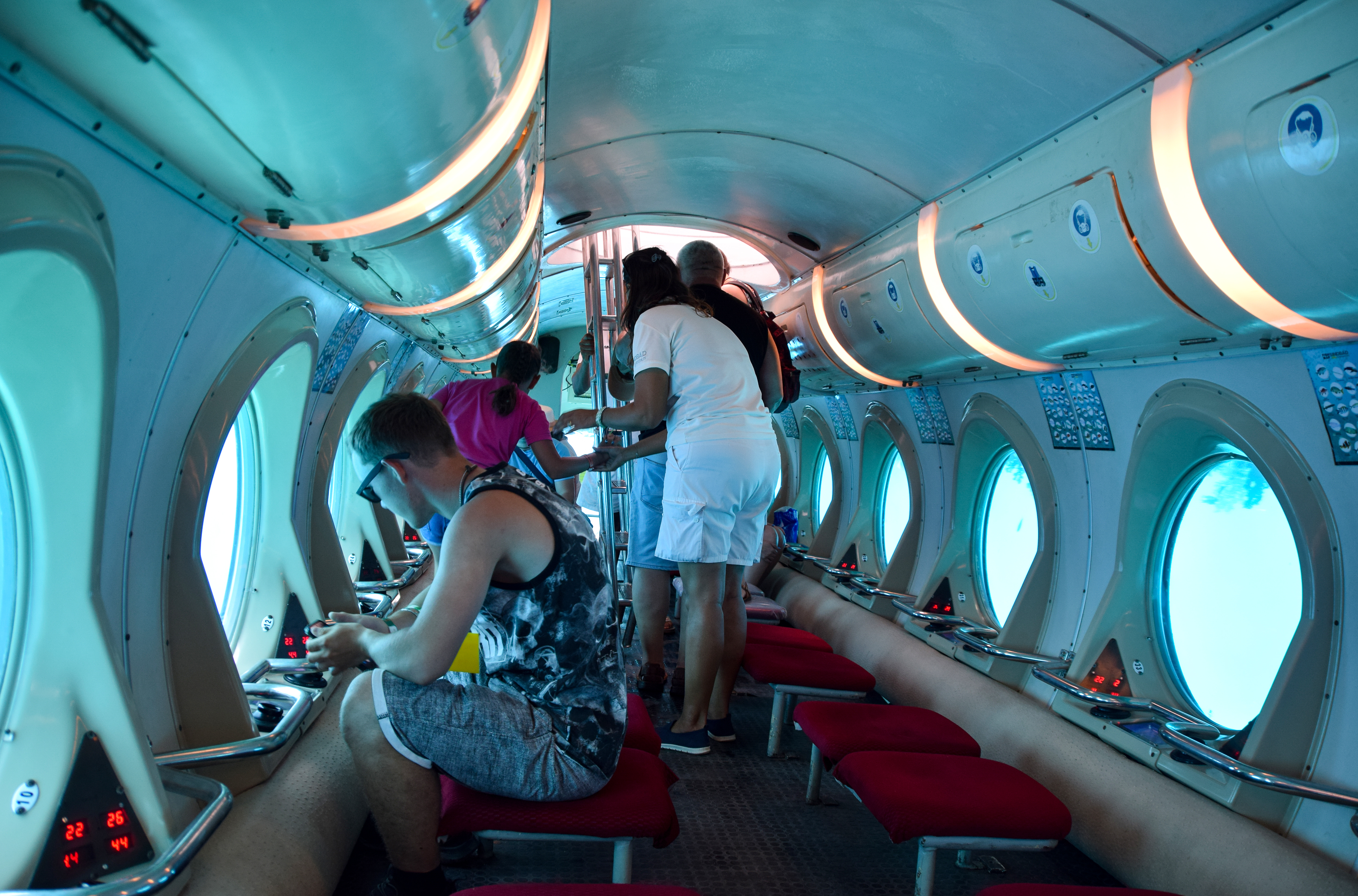
Im Inneren der Sindbad mit der Leiter zur Ein- und Ausstiegsluke

Das betroffene U-Boot gehörte der Firma Sindbad Submarines, einem Tourismusunternehmen, das seit den 2000er-Jahren im Roten Meer tätig ist. Das Unternehmen besitzt zwei U-Boote, die 25 Meter tief für 40 Minuten tauchen können. Sindbad gibt an, dass deren U-Boote in Finnland gebaut wurden und modernen Sicherheitsstandards entsprächen.
Die Küste des Roten Meeres ist ein beliebtes Ziel für Touristen in Ägypten. In der Region verkehren jedoch täglich viele Schiffe. Erst Anfang November 2024 wurden 30 Personen von einem Boot gerettet, das in der Nähe des Daedalus-Riffs gesunken war. Später im selben Monat sank das Touristenboot Sea Story, wobei mehrere Menschen starben. Im Juni 2024 mussten 24 französische Touristen evakuiert werden, bevor ihr Schiff unterging.
Ein im März 2024 veröffentlichter Bericht von Maritime Survey International ergab, dass keines der untersuchten Wasserfahrzeuge über ein geplantes Wartungssystem, Sicherheitsmanagementsystem oder Stabilitätsdokumentation verfügte und die Branche wenig bis gar nicht reguliert ist.